# Aeroportul Pedro Bay
Aeroportul Pedro Bay (IATA: PDB, FAA LID: 4K0) este un aeroport din Alaska, Statele Unite ale Americii ce deservește zona Pedro Bay⁠(d). Aeroportul a fost tranzitat în 2019 de 1.390 de pasageri. A fost numit după zona deservită.
Situat la o altitudine de 14 m, aeroportul dispune de 1 pistă.

## Infrastructură

### Piste
Aeroportul dispune de o singură pistă. Pista 09/27 are suprafața de pietriș și dimensiunile 3.002 picioare × 60 picioare. 